# 西蒙尼·貝内德蒂
西蒙尼·貝内德蒂（義大利語：Simone Benedetti；1992年4月3日—）是一位意大利足球運動員。在場上的位置是中後衛。他現在效力於意大利足球乙級聯賽球隊巴里足球俱樂部。